# Белич, Владимир Владимирович
Владимир Владимирович Белич (3 сентября 1926, село Носовка, Хопёрский округ, Нижне-Волжский край) — бригадир слесарей-монтажников Рудненского монтажного управления треста «Казмеханомонтаж» Министерства монтажных и специальных строительных работ Казахской ССР. Герой Социалистического Труда (1974). Лауреат государственной премии Казахской ССР (1977).

## Биография
Родился в 1926 году в крестьянской семье в cеле Носовка Хопёрского округа (сегодня — Еланский район Волгоградской области). В 1941 году окончил местную семилетнюю школу, затем обучался в ремесленном училище № 13 в слободе Николаевская Сталинградской области. В 1942 году эвакуировался вместе с училищем в посёлок Нижняя Курья (сегодня в городских границах Перми) Молотовской области. В 1943 году проходил рабочую практику в Камском речном пароходстве. С 1944 года трудился в строительной организации «Спецстрой» на восстановлении города Рубежное Ворошиловградской области. В послевоенное время был в командировке в Германии. С 1946 года трудился в монтажных организациях Москвы и Челябинска-40.
С 1947 года — на строительстве различных объектов в городе Рудный Кустанайской области, Казахская ССР. Трудился бригадиром слесарей-монтажников Рудненского монтажного управления треста «Казмеханомонтаж». Участвовал в монтаже первой в СССР фабрики окомкования руд, обогатительной фабрики Соколовско-Сарбайского горно-обогатительного комбината, Джетыгаринского асбестового комбината и промышленных объектов Торгайских бокситовых рудников. За выдающиеся трудовые достижения по итогам работы в годы Восьмой пятилетки (1966—1970) был награждён Орденом Трудового Красного Знамени.
Бригада Владимира Белича в 1973 году досрочно выполнила социалистические обязательства и плановые задания Девятой пятилетки (1971—1975). Рост производительности за первые три года пятилетки составил 38 %. Указом Президиума Верховного Совета СССР от 8 января 1974 года удостоен звания Героя Социалистического Труда за «выдающиеся успехи в выполнении и перевыполнении планов 1973 года и принятых социалистических обязательств» с вручением ордена Ленина и золотой медали «Серп и Молот» (№ 13658).
Был наставником молодёжи, воспитал несколько десятков молодых монтажников. Опубликовал статью «Познавательная активность и профессиональный уровень молодого рабочего».
В 1977 году награждён государственной премией Казахской ССР.
После выхода на пенсию проживал в городе Рудный Кустанайской области.
Награды
- Герой Социалистического Труда
- Орден Ленина
- Орден Трудового Красного Знамени (07.05.1971)
- Знак «Шахтёрская слава» 3 степени
- Почётная грамота исполкома Кустанайского областного Совета депутатов трудящихся и обкома КП Казахстана в честь 40-летия Коммунистической партии Казахстана и Казахской ССР (1961)[3]